# قارچ‌های لرزان
قارچ‌های لرزان (نام علمی: Tremellaceae) نام یک تیره از راسته لرزان‌قارچ‌سانان است.